# ستيف وايت
ستيف وايت (بالإنجليزية: Steve White)‏ (2 يناير 1959 المملكة المتحدة - ) هو لاعب كرة قدم بريطاني يلعب كمهاجم.

## روابط خارجية
- ستيف وايت على موقع قاعدة بيانات كرة القدم.إي يو (الإنجليزية)
- ستيف وايت على موقع Soccerbase.com (لاعب) (الإنجليزية)
- ستيف وايت على موقع عالم كرة القدم.نت (الإنجليزية)